# Hippia
Hippia es un género de plantas pertenecientes a la familia Asteraceae. Comprende 23 especies descritas y solo 8 aceptadas. Son originarias de Sudáfrica.

## Taxonomía
El género fue descrito por Carlos Linneo y publicado en Mantissa Plantarum 2: 158, 291. 1771.  La especie tipo es Hippia frutescens (L.) L. 

## Especies aceptadas
A continuación se brinda un listado de las especies del género Hippia aceptadas hasta junio de 2012, ordenadas alfabéticamente. Para cada una se indica el nombre binomial seguido del autor, abreviado según las convenciones y usos:
- Hippia bolusae Hutch.
- Hippia frutescens (L.) L.
- Hippia hirsuta DC.
- Hippia hutchinsonii Merxm.
- Hippia integrifolia Less.
- Hippia montana Compton
- Hippia pilosa (P.J.Bergius) Druce
- Hippia trilobata Hutch.